# Carbón en Ucrania

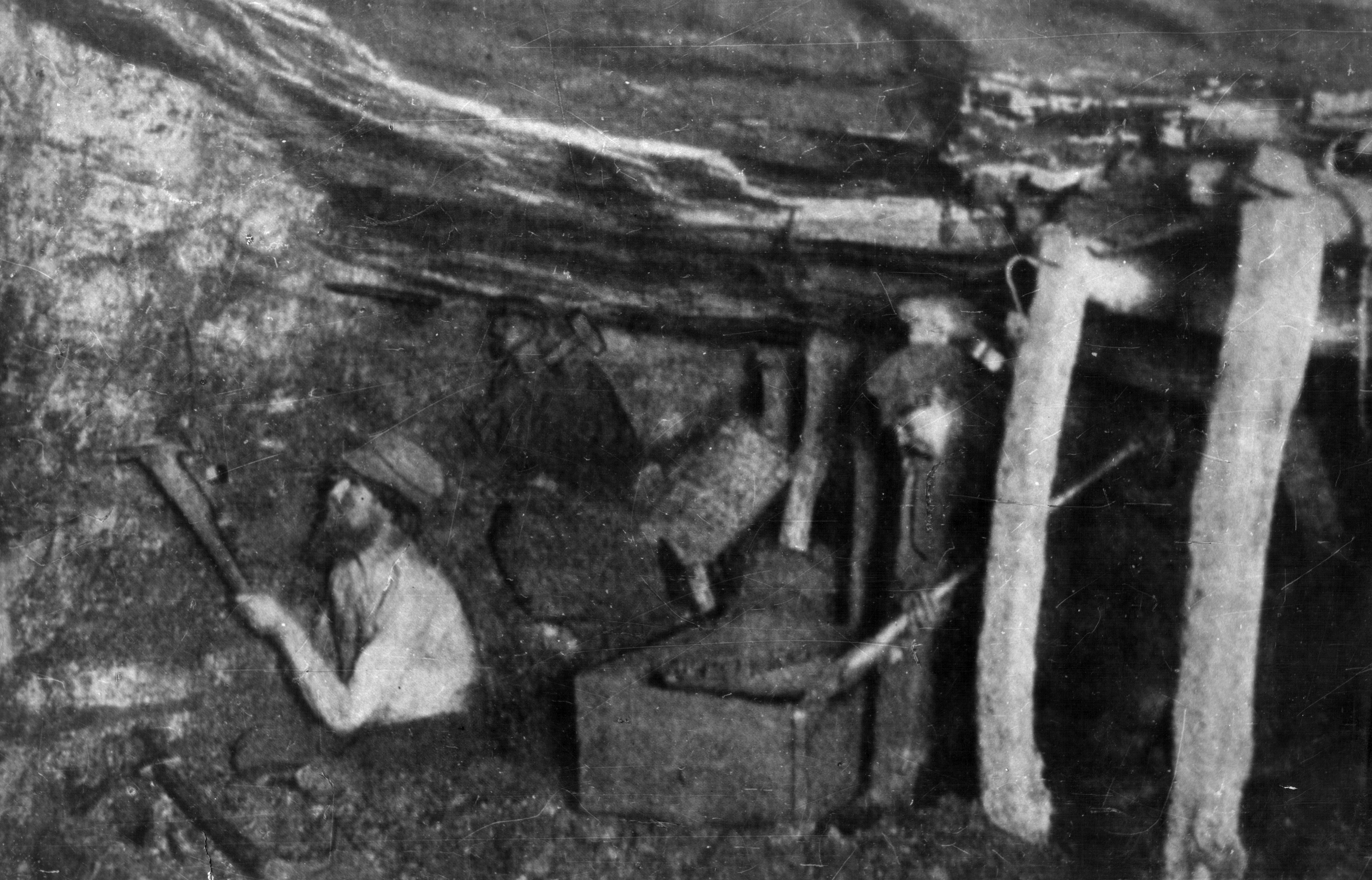
Mineros de carbón ucranianos en épocas de la URSS.

Históricamente, la minería del carbón ha sido una industria importante en Ucrania. La minería del carbón en Ucrania a menudo se asocia con la cuenca del Donets, rica en carbón. Sin embargo, esta no es la única región minera de carbón, sino que también son la cuenca de Lviv-Volhynian y la cuenca minera de lignito del Dnieper. La cuenca de Donets, ubicada en el este de Ucrania, es la región minera de carbón más desarrollada y mucho más grande del país.
Ucrania era hasta hace poco el tercer mayor productor de carbón de Europa. En 1976, la producción nacional fue de 218 millones de toneladas métricas pero luego de cuarenta años ya para 2016, la producción de carbón se había reducido a tan solo 41 millones de toneladas métricas. Cabe mencionar que la cuenca de carbón negro de Donets en el este de Ucrania, la cual contiene el 90% de las reservas de la nación, sufre de tres principales problemas relacionados: (1) las minas no son lo suficientemente rentables para sostener la inversión de capital, lo que resulta en equipos y procesos mineros de veinte años de antigüedad, (2) el gobierno, siguiendo el consejo del Fondo Monetario Internacional, suspendió los subsidios mineros anuales de $600 millones, y (3) el gobierno ucraniano se niega a comprar minas controladas por la autoproclamadas República Popular de Donetsk y República Popular de Lugansk (regiones prorrusas).

## Historia
La minería del carbón comenzó en Ucrania en 1870. En 1913, Donetz produjo el 87 % del carbón en el Imperio ruso. Producía el 50 % del carbón metalúrgico de la URSS. Al igual que otras empresas soviéticas, las empresas de carbón proporcionaron instalaciones sociales, incluidas escuelas y hospitales.

## Reservas de carbón
Las reservas de carbón de Ucrania se estiman en 60 000 millones de toneladas, de las cuales 23 000 millones son probadas y probables, y 10 000 millones de toneladas son económicamente extraíbles. Según el sindicato minero ucraniano , el carbón constituye el 95% de los recursos energéticos domésticos de Ucrania.
El noventa por ciento de las reservas de carbón de Ucrania se encuentran en Donets Coalfield (la parte más oriental del país). Se disputa el control de esta parte del país. Los rebeldes respaldados por Rusia reclaman la soberanía sobre la región. A mediados de marzo de 2017, el presidente de Ucrania, Petro Poroshenko, firmó un decreto sobre la prohibición temporal de la circulación de mercancías hacia y desde el territorio controlado por la autoproclamada República Popular de Donetsk y la República Popular de Luhansk, lo que significa que, desde entonces, Ucrania no compra carbón a Donets Black. Cuenca del Carbón.
Otros dos yacimientos de carbón incluyen uno en el noroeste, el yacimiento de carbón de Lviv-Volhynian , entre Lviv y Volodymyr-Volynskyi. Otro, el yacimiento de carbón Dnieper en el centro de Ucrania, ofrece lignito (lignito pardo), pero la extracción de lignito se estancó en la década de 1990.

## Minería de Carbón
nb: 2014, 2015 y 2016 no incluyen la extracción en el territorio ocupado por los separatistas.
La minería del carbón es uno de los mayores empleadores en Ucrania. La industria del carbón del país emplea a unas 500.000 personas.
En julio de 2014, se cerraron varias minas en el este de Ucrania debido a los combates durante el conflicto prorruso de 2014 en Ucrania.. Debido a esta guerra en Donbass (según el Ministerio de la Industria del Carbón y Energía de Ucrania), la producción de carbón crudo en Ucrania cayó un 22,4% desde 2013, a 64,976 millones de toneladas. Como resultado, Ucrania comenzó a importar carbón para generar energía de Sudáfrica y Rusia. Falta de carbón para las centrales eléctricas de carbón de Ucrania y cierre de uno de los seis reactores de la Central nuclear de Zaporiyia conducir a apagones continuos en todo el país desde principios hasta finales de diciembre de 2014.

## Consumo, Exportación e Importación
El consumo de carbón en 2012 creció a 61.207 millones de toneladas, un 6,2% más que en 2011. La mayor parte se utiliza para servicios públicos y generación de energía. Sin embargo, el carbón local solo proporciona el 50 % de las necesidades de electricidad del país, lo que obliga a Ucrania a importar de Rusia y Polonia.
A partir de 2013, el gobierno ucraniano planea reemplazar completamente el gas natural utilizado en la industria del acero y algunos otros sectores económicos con carbón.
El carbón impulsó el 38% de la generación eléctrica de Ucrania en 2014. El costo relativo del carbón nacional frente al carbón, la energía nuclear y el gas importados lo hizo inviable. En 2016, la nación importó 15,648 millones de toneladas de carbón y antracita por un valor de $1,467 mil millones. En el año anterior al inicio de la Guerra Ruso-Ucraniana, 2013, Ucrania exportó 500 mil toneladas e importó 25 millones de toneladas. En 2016, Ucrania exportó 520.585 toneladas de carbón y antracita por valor de 44.762 millones de dólares.
En 2019, Ucrania produjo la mayor cantidad de partículas PM10 y emisiones contaminantes del aire de dióxido de azufre en Europa a partir de la generación de electricidad a base de carbón. Ninguna de las plantas de energía de Ucrania tiene equipo de desulfuración aparte de una pequeña planta de prueba en la unidad 2 de la planta de energía térmica de Trypilska.
En junio de 2020, el Gobierno de Ucrania priorizó el uso de carbón en las centrales eléctricas ucranianas para reducir la importación de gas natural utilizado en las centrales eléctricas para la producción de electricidad.

## Seguridad en las minas

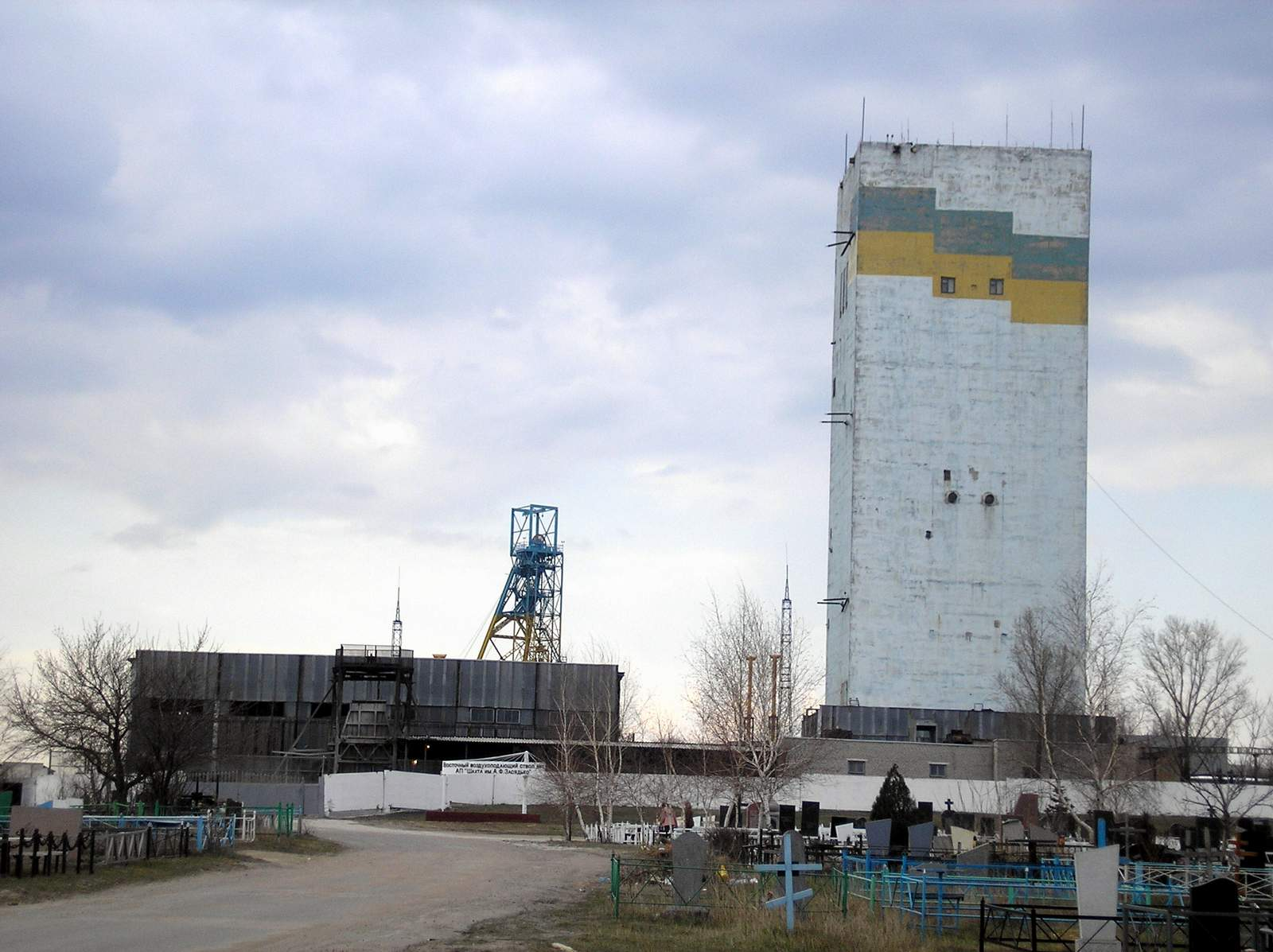
Pozo de la mina que lleva el nombre Zasyadko (ciudad de Donetsk), que se encuentra junto al cementerio Shcheglovsky.

La seguridad en las minas es el resultado de factores geológicos y humanos. La geología de las minas de carbón de Ucrania no es favorable: el grosor de la veta es pequeño, las vetas son profundas y el metano es común. Las minas de carbón de Donbas son una de las más peligrosas del mundo debido a las enormes profundidades de trabajo (de 300 a 1200 m) como resultado del agotamiento natural, así como a los altos niveles de explosión de metano, polvo de carbón, peligros de explosiones y estallidos de rocas. Como señala Economic Review, "Desde 1991, hasta 300 [mineros] han muerto en el trabajo cada año".
La baja rentabilidad de las minas de Ucrania no ha atraído la inversión de capital. Como resultado, la maquinaria y los procesos utilizados para extraer carbón tienen veinte años. Estos métodos son menos seguros por minero y requieren más mineros.
La mina Zasyadko es un ejemplo de seguridad en las minas de Donbass. Fue inaugurado en 1958 y privatizado en 1992, desde entonces ha tenido siete accidentes importantes, incluido el desastre de la mina Zasyadko de 2007 (101 trabajadores muertos) y el desastre de la mina Zasyadko de 2015 (17 muertos).

## Corrupción y minería ilegal
Las minas ucranianas a veces están a cargo de organizaciones mafiosas. A menudo, estas organizaciones obtienen grandes ingresos de las minas que pertenecen al gobierno. Como resultado, la subfinanciación hace que muchos empleados tengan que esperar semanas o incluso meses para recibir su salario mensual. Además, la falta de financiación influye en el estado de muchas minas de carbón. Las minas antiguas no reciben la ayuda financiera necesaria, por lo que no se renuevan ni remodelan anualmente. Todos estos problemas, junto con otros desafíos, han dado como resultado "una capacidad de producción en declive gradual y una pérdida de participación en el mercado mundial ".<
En la cuenca del Donets hay muchas minas ilegales extremadamente peligrosas.